# Ernestokokenia
Ernestokokenia és un gènere extint de mamífers condilartres de la família dels didolodòntids que visqueren a Sud-amèrica durant l'Eocè, fa entre 33,9 i 56 milions d'anys. Se n'han trobat restes fòssils a l'Argentina i Xile. El seu historial taxonòmic ha estat convuls: algunes espècies anteriorment classificades en aquest grup han resultat ser litopterns, mentre que hi ha autors que consideren que el mateix gènere Ernestokokenia és un sinònim d'Asmithwoodwardia. Fou anomenat en honor del geòleg i paleontòleg alemany Ernst Koken.